# Instrumentación industrial
Instrumentación industrial: es el grupo de elementos que sirven para medir, sobrevivir, convertir, transmitir, controlar o registrar variables de un proceso con el fin de optimizar los recursos utilizados en este.
Es el conocimiento de la correcta aplicación de los equipos encaminados para apoyar al usuario en la medición, regulación, observación, transformación, ofrecer seguridad, etc., de una variable dada en un proceso productivo.
Un sistema de instrumentación es una estructura compleja que agrupa un conjunto de instrumentos, un dispositivo o sistema en el que se mide, unas conexiones entre estos elementos y por último, y no menos importante, unos programas que se encargan de automatizar el proceso y de garantizar la repetibilidad de las medidas. 
En términos abstractos, un instrumento de medición es un dispositivo que transforma una variable física de interés, que se denomina variable medida, en una forma apropiada para registrarla o visualizarla o simplemente detectarla, llamada medición o señal medida.
Una medición es, entonces, un acto de asignar un valor específico a una variable física. Dicha variable física es la variable medida. Un sistema de medición es una herramienta utilizada para cuantificar la variable medida.
El elemento clave fundamental de un sistema de instrumentación, es el elemento sensor. La función del sensor es percibir y convertir la entrada (variable física) percibida por el sensor, en una variable de la señal de salida.
El sensor es un elemento físico que emplea algún fenómeno natural por medio del cual sensar la variable a ser medida. El transductor, convierte esta información censada en una señal detectable, la cual puede ser eléctrica, mecánica, óptica, u otra. El objetivo es convertir la información censada en una forma que pueda ser fácilmente cuantificada.
Las variables a medir o controlar pueden ser:
- Variables físicas:
  - Caudal.
    - Caudal másico.
    - Caudal volumétrico.

  - Presión.
  - Temperatura.
  - Nivel.
    - Nivel de líquidos.
    - Nivel de sólidos.

  - Velocidad.
  - Peso.
  - Humedad.
  - Punto de rocío.
- Variables químicas:
  - pH.
  - Conductividad eléctrica.
  - Redox.

## Enlaces
- ISA.org
- {caído junio de 2017} Curso Masivo En línea de Instrumentación Industrial (versión de prueba alfa)(requiere registro, necesita javascript y cookies)

- Datos: Q9008815
- Multimedia: Instrumentacion industrial / Q9008815